# Szerbia nagysebességű vasúti közlekedése
Szerbia vasútvonalai közül csak egy vonal alkalmas a 200 km/h sebességű közlekedésre, a Belgrád–Újvidék–Szabadka-vasútvonal
Az ország két legnépesebb városát a SOKO (szerbül: soko, azaz „sólyom”) nagysebességű vonatjárat köti össze: Belgrádot, az ország fővárosát és Újvidéket, a Vajdaság fővárosát. A Regio vonalakon használt lassabb Stadler FLIRT vonatokkal ellentétben a Stadler KISS-es vonatokkal 36 perc alatt lehet az egyik városból a másikba eljutni. A vonatok a két főpályaudvaron kívül csak Új-Belgrádban állnak meg, a vonalat jelenleg meghosszabbítják, hogy elérjék Szabadkát, Szerbia legészakibb városát. A munkálatok várhatóan 2024 végéig befejeződnek, a Belgrád és Szabadka közötti menetidő várhatóan 70 perc körül lesz.